# Sesbania sphaerosperma
Sesbania sphaerosperma är en ärtväxtart som beskrevs av Friedrich Welwitsch. Sesbania sphaerosperma ingår i släktet Sesbania och familjen ärtväxter. Inga underarter finns listade i Catalogue of Life.